# Anatoly Borisovich Chubais
Anatoly Borisovich Chubais (tiếng Nga: Анато́лий Бори́сович Чуба́йс; sinh ngày 16 tháng 6 năm 1955) là một nhà chính trị, nhà kinh tế, nhà điều hành Liên Xô và Nga, tổng giám đốc tập đoàn quốc gia «Tập đoàn công nghệ nano Nga» (từ 22 tháng 9 năm 2008). Một trong những ý tưởng gia và nhà lãnh đạo các cải cách dân chủ ở Nga đầu những năm 1990, chịu trách nhiệm cho việc cổ phần hóa ào ạt ở Nga. Cựu đại diện điều hành RAO «EES Nga», ликвидированной trong kết quả thực hiện cải cách hệ thống điện của Nga, đã được diễn ra dưới sự lãnh đạo của A. Chubais.
Từ tháng 11 năm 1991 ông với những gián đoạn không lớn giữ những vị trí trọng yếu khác nhau trong chính quyền, tham gia lãnh đạo các đảng và các tổ chức xã hội có ảnh hưởng. Cùng với đó Chubais — một trong những nhà chính trị không nổi tiếng nhất của Nga; за sĩ quan баллотировавшегося trong Đuma quốc gia, bị cáo buộc tổ chức ám sát Chubais (và ngoài ra không có gì rõ ràng hơn), 29 % cử tri (44 ngàn người) đã bỏ phiếu tại một trong những khu vực bỏ phiếu của Moskva.